# Hell to Pay
Hell to Pay è il nono album in studio del gruppo musicale statunitense Dokken, pubblicato il 13 luglio 2004 dalla Sanctuary Records.
È il primo album registrato dal gruppo con il nuovo chitarrista Jon Levin.

## Tracce
Tutte le canzoni sono state composte da Don Dokken, eccetto dove indicato.
1. The Last Goodbye – 4:37 (Don Dokken, Mick Brown)
2. Don't Bring Me Down – 3:24 (Dokken, Barry Sparks)
3. Escape – 4:37 (Dokken, Brown)
4. Haunted – 3:39 (Dokken, Brown)
5. Prozac Nation – 4:32
6. Care for You – 4:11
7. Better Off Before – 3:00 (Dokken, Brown)
8. Still I'm Sad – 4:37
9. I Surrender – 3:03
10. Letter to Home – 4:28
11. Can You See – 4:09
12. Care for You (unplugged) – 3:58

## Formazione

### Gruppo
- Don Dokken – voce, produzione
- Jon Levin – chitarre
- Barry Sparks – basso, cori
- Mick Brown – batteria, cori

### Altri musicisti
- Kelly Keeling – cori

### Produzione
- Wyn Davis – ingegneria del suono, missaggio
- Brian Daugherty – ingegneria del suono e missaggio nella traccia 9
- Darian Rundall, Mike Lesniak, Don Dokken – ingegneria del suono (assistenti)
- Eddy Schreyer – mastering